# Laguna del Cañizar

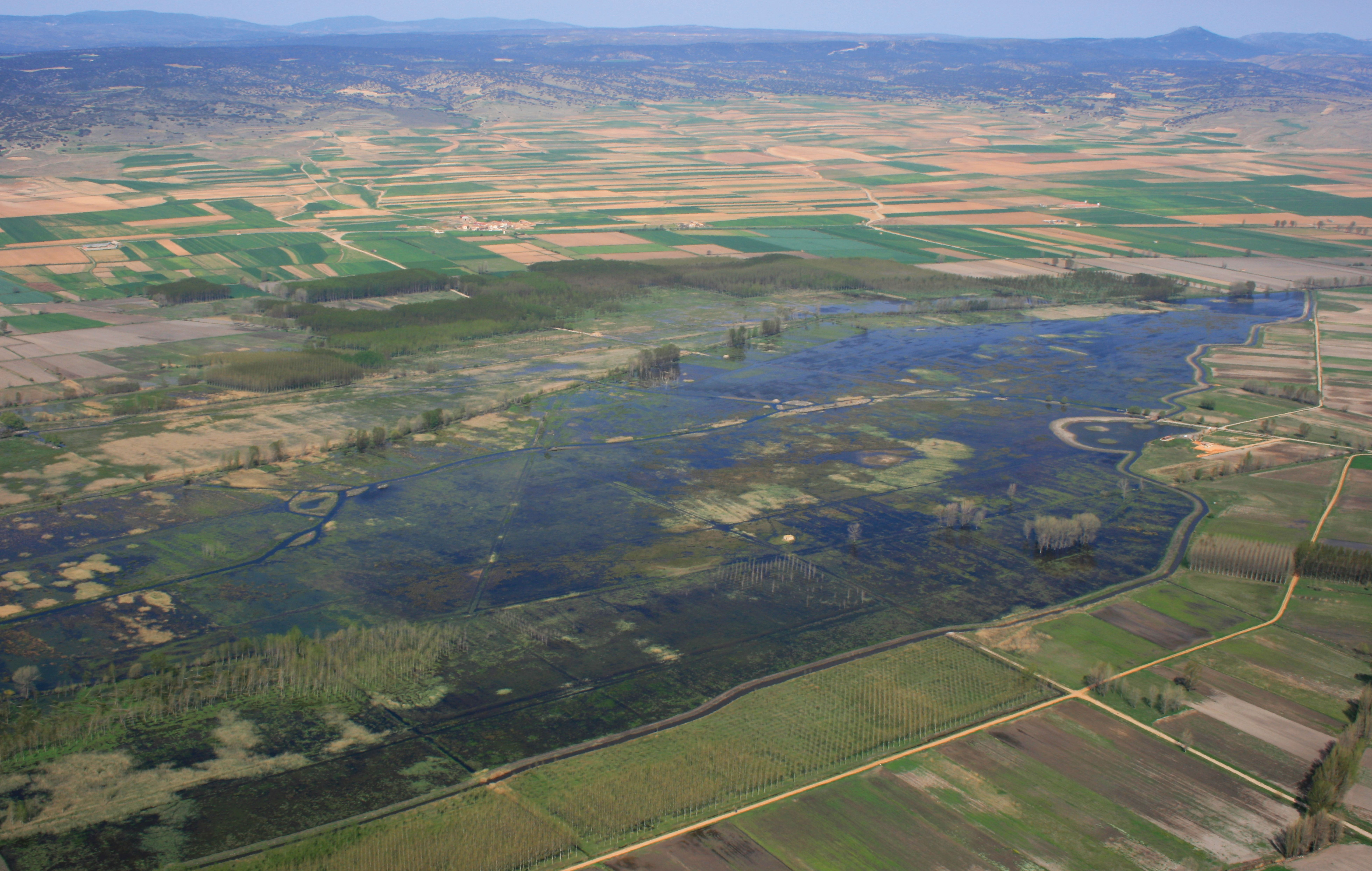
Vista aérea de la laguna del Cañizar en 2010

La antigua laguna del Cañizar fue un extenso humedal de agua dulce situado en el fondo de la fosa tectónica del Jiloca junto a la localidad de Villarquemado. Sus aguas cubrían parte de los términos municipales de Cella, Santa Eulalia del Campo y Villarquemado, todos ellos pertenecientes a la Comarca de la Comunidad de Teruel, Provincia de Teruel, Comunidad Autónoma de Aragón, España. Antes de ser desecada a comienzos del siglo XVIII, sus aguas cubrían 1130 ha con una profundidad máxima de 2,8 metros y un volumen de agua almacenado de 18,7 hm3.
Entre los años 1729 y 1732 se realizaron las obras del drenaje definitivo del humedal. Estas actuaciones, dirigidas por el ingeniero militar italiano Domingo Ferrari, supusieron la total desaparición de la laguna. Con el paso del tiempo, el drenaje principal, conocido como Acequia Madre, pasó a considerarse como un tramo más del río Jiloca y la existencia del Cañizar se fue olvidando. A finales del siglo XX la práctica totalidad de su lecho había sido roturado para su uso agrícola.
Desde comienzos de este siglo está en marcha un proyecto de recuperación de este humedal. Actualmente, ya se han recuperado 380 ha de zonas inundables lo que sitúa al nuevo Cañizar como la laguna de agua dulce más extensa del interior de España. En 2010 se censaron más de 200 especies de aves acuáticas, algunas de ellas en serio peligro de extinción como el avetoro (botaurus stellaris) o la garcilla cangrejera (ardeola ralloides).

## Historia
Ignacio Jordán Claudio de Asso y del Río la nombra en su libro "Historia de la Economía Política de Aragón" (1798):

El terreno es à trechos fofo, y esponjoso; y en algunas partes tan hondo, que no hallando descenso las aguas, quedan detenidas formando estanques, ò lagunas mui extensas, como se vé en el Ermajal de Villarquemado con grave perjuicio de la salud de sus vecinos. Los naturales pudieran sacar partido de la turba, ò tierra vegetal, y combustible, que se halla con abundancia en estos parages. La de Caudete es la mejor, que he visto, y la más semejante à la turba de Holanda, porque hierve con los ácidos, y dexa una ceniza blanca.